# Gümeçbağlar, Palu
Gümeçbağlar là một xã thuộc huyện Palu, tỉnh Elâzığ, Thổ Nhĩ Kỳ. Dân số thời điểm năm 2011 là 185 người.